# Savage Garden
Savage Garden a fost un grup australian de muzică pop format din Darren Hayes ca vocalist și Daniel Jones ca instrumentalist. Format în Logan City, Queensland în 1994, grupul a obținut recunoaștere internațională la finalul anilor 1990 și începutul anilor 2000 cu hiturile:   „I Want You”, „To the Moon and Back”, „Truly Madly Deeply”, „The Animal Song” și „I Knew I Loved You”. Cele două albume ale lor Savage Garden și Affirmation au ajuns pe locul 1 în Australia și în top 10 în Regatul Unit și Statele Unite ale Americii.
Grupul s-a destrămat în 2001, iar Hayes a continuat ca artist solo.

## Legături externe
- Site web oficial
- Timeline of Savage Garden
- Savage Garden Discography
- Savage Garden (discografie) la MusicBrainz